# Венді Тротт
Венді Тротт (англ. Wendy Trott; нар. 14 лютого 1990) — південноафриканська плавчиня.
Учасниця Олімпійських Ігор 2008, 2012 років.